# Defesa Câmara
A Defesa Câmara, também conhecida como Defesa Brasileira, é uma defesa no xadrez iniciada pelos lances: 
1. e4 e5
2. Cf3 De7

Onde as pretas buscarão seguir com os lances ...g6, ...Bg7 e ...Cf6, realizando a disposição típica da Defesa Índia do Rei. 
Apesar de compartilharem os movimentos iniciais, seu conceito é distinto da Defesa Gunderam, onde as pretas buscam emular o Gambito Letão e realizar a ruptura f7-f5 ao mesmo tempo que evitam a linha principal Cxe5.

## História
A Defesa Câmara foi criada pelo Mestre Internacional Hélder Câmara, tendo sua primeira aparição em nível magistral durante o Torneio Nacional Comemorativo do IV Centenário da Cidade de São Paulo, em 1954, e mais duas vezes no mesmo ano durante o XXII Campeonato Brasileiro de Xadrez. Após isso, ela se tornou popular entre os enxadristas brasileiros da época, que passaram a denominá-la "Defesa Brasileira", sendo empregada de forma recorrente nos Campeonatos Brasileiros de Xadrez dos anos seguintes. Hélder Câmara também continuou utilizando-a em torneios importantes ao longo de sua carreira, como no Zonal Sul-americano de 1972 (onde conquistou seu título de Mestre Internacional), no Torneio Internacional de Netanya (Israel), em 1973, e nos XLII e XLIII Campeonatos Brasileiros de Xadrez, em 1975 e 1976, respectivamente.
Em 1969, foi publicada uma obra dedicada à sua análise intitulada "Notas Sobre a Defesa Brasileira", de Washington de Oliveira.

## Conceito geral
Segundo seu criador, a ideia fundamental da Defesa Câmara é possibilitar o emprego da Defesa Índia do Rei contra a Abertura do Peão do Rei:
| “ | Na India do Rei, estabelecida a sua formação básica (...Cf6, g6, Bg7, d6, 0-0, e5, Cbd7, c6), as pretas devem eleger um plano de jogo. Elas podem pressionar o centro com 9...exd4 e 10...Te8; podem garantir a casa c5 para o seu cavalo de d7 com 9...a5; ou podem manter a tensão central com 9...Dc7 ou 9...De7 (!). E é exatamente aí que nasce a Defesa Câmara: uma inversão de nove lances capaz de garantir, com um quase imperceptível disfarce, o emprego do esquema índio contra a abertura peão-rei. | ” |

## Primeira partida
- Manoel Madeira de Ley vs Hélder Câmara, Torneio do IV Centenário da Cidade de São Paulo, 1954

| 1.e4 e5 2.Cf3 De7!? 3.Bc4 g6! 4.Cc3 c6 5.d3 Bg7 6.a4 Cf6 7.h3 0-0 8.Be3 Td8 9.Bg5 h6 10.Bxf6 Dxf6 11.0-0 d6 12.Dd2 Bxh3! 13.Ch2 Be6 14.Rh1 d5 15.Ba2 d4 16.Ce2 Bxa2 17.Txa2 De6 18.Taa1 c5 19.f4 f5?! 20.exf5 gxf5 21.fxe5 Bxe5 22.Cf4 Df6 23.Df2 Tf8 24.Tae1 Cc6 25.Df3 Tf7 26.Dd5 Td8 27.De6 Dxe6 28.Cxe6 Td5 29.Cf4 Bxf4 30.Txf4 Te5 31.Tef1 Te2 32.T1f2 Txf2 33.Txf2 Ce5 34.Te2 Cg4 35.Cxg4 fxg4 36.Rh2 Rg7 37.Rg3 ½-½. |